# 直方晶系
直方晶系（ちょくほうしょうけい、英: orthorhombic crystal system）は、7つの結晶系の1つ。対応するブラベー格子は、単純直方格子・体心直方格子・面心直方格子・底心直方格子の4種類。古くは「斜方晶系（しゃほうしょうけい）」の訳語があてられたが、現在は「直方晶系」の訳語が推奨される（後述）。
直方晶系の結晶構造は、直交する対のうちの2つに沿って正六面体格子を異なる因子で伸ばすことにより得られるものであり、その結果、長方形の底面(a×b)とこれらとは異なる高さ(c)を持つ直角の角柱となる。a、b、cは互いに異なる。3つ全ての底面は垂直に交わる。3つの格子ベクトルも互いに直交する。

## ブラベー格子
直方晶系には、単純、体心、底心、面心の4種類のブラベー格子がある。
| 名前         | 単純 (P)            | 体心 (I)                   | 底心 (A, B or C)           | 面心 (F)                   |
| ピアソン記号 | oP                  | oI                         | oS                         | oF                         |
| ------------ | ------------------- | -------------------------- | -------------------------- | -------------------------- |
| 単位胞       | Orthohombic, simple | Orthohombic, body-centered | Orthohombic, base-centered | Orthohombic, face-centered |

## 結晶の分類
直方晶系結晶の例、シェーンフリース記号、ヘルマン・モーガン記号、点群、オービフォルド記号、タイプ、空間群が以下の表に掲載されている。
| #     | 点群        | 点群    | 点群 | 点群 | 点群   | タイプ （例）                                  | 空間群 |
| #     | 分類        | Schoen. | Intl | Orb. | Cox.   | タイプ （例）                                  | 空間群 |
| ----- | ----------- | ------- | ---- | ---- | ------ | ---------------------------------------------- | --- |
| 16-24 | sphenoidal  | D2      | 222  | 222  | [2,2]+ | enantiomorphic (エプソマイト)                  | P222, P2221, P21212, P212121 C2221, C222 F222 I222, I212121 |
| 25-46 | pyramidal   | C2v     | mm2  | *22  | [2]    | polar (異極鉱, ベルトラン石)                   | Pmm2, Pmc21, Pcc2, Pma2, Pca21, Pnc2, Pmn21, Pba2, Pna21, Pnn2 Cmm2, Cmc21, Ccc2 Amm2, Aem2, Ama2, Aea2 Fmm2, Fdd2 Imm2, Iba2, Ima2                                 |
| 47-74 | bipyramidal | D2h     | mmm  | *222 | [2,2]  | centrosymmetric (カンラン石, アラレ石, 白鉄鉱) | Pmmm, Pnnn, Pccm, Pban, Pmma, Pnna, Pmna, Pcca, Pbam, Pccn, Pbcm, Pnnm, Pmmn, Pbcn, Pbca, Pnma Cmcm, Cmca, Cmmm, Cccm, Cmme, Ccce Fmmm, Fddd Immm, Ibam, Ibca, Imma |

## 「斜方晶系」から「直方晶系」へ
日本結晶学会から、「orthorhombic」の訳語として、『斜方晶系』をやめて『直方晶系』を使うことが提案されている。
「斜方」とは「菱形」の意味だが、斜方晶系の単位格子は直方体であっても、実際に結晶の外形まで直方体の場合はあまりなく、現実では斜方柱（ひし形を底とする四角柱）や斜方八面体（底がひし形の四角錐を2つくっつけた八面体）の形を取ることが多い。そのため結晶学において、外形から「rhombic」と分類された。日本では、「rhombic」の語が「斜方晶系」と訳された。
ブラッグ父子によって単位格子の内部構造が解明されたのち、アメリカでは「rhombic」の語が「orthorhombic」に変更されたが、日本ではそのまま「斜方晶系」の訳語がそのまま使い続けられ、100年以上も経ってしまった。
どう見ても直方体である「orthorhombic」を「斜方晶系」と訳すのは不適切である、との指摘が日本結晶学会からあった。そこで、2014年11月の日本結晶学会の総会において、「Orthorhombic」の訳語として用いられていた「斜方晶系」が適切でないと正式に表明され、その訳語として「直方晶系」の呼称を、次の世代への配慮を込めて積極的に提案していくことが決議された。ただし当面は「斜方晶系」と「直方晶系」の語は併存する。
日本鉱物科学会でも2015年10月に「直方」が公認された。学名に「ortho」とある鉱物は「斜方」の代わりに「直方」と書いて構わないとしている。ただし、「オルソ」を用いてはならない。